# Język abipón
Język abipón – język wymarły należący do rodziny języków guaicurú, używany do XIX wieku w Argentynie, w regionie Gran Chaco na północ od rzeki Bermejo przez plemię Abipón.

## Fonologia

### Spółgłoski
|                           | Dwuwargowe | Przedniojęzykowo-dziąsłowe | Zadziąsłowe/Podniebienne | Miękkopodniebienne | Języczkowe | Krtaniowe |
| ------------------------- | ---------- | -------------------------- | ------------------------ | ------------------ | ---------- | --------- |
| Nosowe                    | m          | n                          | ɲ                        |                    |            |           |
| Zwarte/Zwarto-szczelinowe | p          | t                          | tʃ                       | k                  | q          |           |
| Szczelinowe               |            |                            |                          | ɣ                  | ʁ          | h         |
| Płynne                    | w          | r, l                       | j                        | w                  |            |           |

## Samogłoski
|             | Przednie | Tylne/Centralne |
| ----------- | -------- | --------------- |
| Przymknięte | i        | ɨ               |
| Średnie     | e        | o               |
| Otwarte     | a        | a               |